# David Benioff
David Benioff (* 25. září 1970) je americký prozaik, scenárista a televizní producent. Je spolutvůrcem a showrunnerem seriálu Hra o trůny.

## Biografie
Narodil se jako David Fierdman v New Yorku 25. září 1970 Barbaře Benioff a Stephenu Friedmanovi, bývalému šéfovi Goldman Sachs. Své jméno si změnil ve 30 letech na David Benioff. Je nejmladší ze 3 dětí Barbary a Stephena.
Je absolventem The Collegiate School a Dartmouth College, kde byl i členem Phi Delta Alpha Fraternity. Ve 22 letech pracoval jako vyhazovač v klubu, poté šel učit anglický jazyk na střední školu Poly Prep v Brooklynu. Kromě toho navštěvoval University of California Irvine a Trinity College Dublin, získal titul magistra výtvarného umění v kreativním psacím programu. 30. září 2006 se oženil s herečkou Amandou Peet. Mají spolu dvě dcery, Frances Pen se narodila roku 2007, Molly June v roce 2010.

## Kariéra
Když pracoval jako učitel angličtiny na střední škole, napsal knihu The 25th Hour (2002) a měl na ni kladné ohlasy. Později byla kniha zfilmována režisérem Spikem Lee v hlavní roli s Edwardem Nortonem. Dále v roce 2004 napsal sbírku krátkých povídek When the Nines Roll Over (And Other Stories).
V roce 2004 ještě vypracoval film Troja (2004), za který mu Warner Bros. Pictures zaplatili 2.5 milionů dolarů. Začal psát scénář pro psychologický thriller Stay (2005), který byl režírován Marcem Forsterem, hvězdami tohoto filmu jsou Edward McGregor a Naomi Watts. Další z jeho filmů, The Kite Runner (2007) byl zfilmován podle stejnojmenné novely, na zfilmování znovu spolupracoval s Marcem Forsterem. V roce 2004 byl pozván, aby napsal scénáře pro filmy X-Men.
V roce 2008 byl publikována jeho další novela City of Thieves. Právě pracuje na adaptaci filmu, který natočil režisér Charles R. Cross Život Kurta Cobaina, nikdo neví, jestli bude film vůbec vypuštěn. Dále pracuje s D. B. Weissem, jako výkonný producent, showrunner a scenárista na seriálu HBO Hra o Trůny.

## Knihy
Dvacátá pátá hodina (2002)
When the Nines Roll Over (and Other Stories) (2004)
Město zlodějů (2008)

## Filmy
25. hodina (2002)
Troja (2004)
Hranice života (2005)
Lovec draků (2007)
X-Men Origins: Wolverine (2009)
Bratři (2009)
Hra o trůny (2011–2019)